# Марі Йованович
Марі Йованович (англ. Marie Louise Yovanovitch; нар. 11 листопада 1958, Канада) — кар'єрна дипломатка США. Посол США у Вірменії (2008—2011), Киргизстані (2005—2008), Україні (2016—2019). З 2019 року — викладач Школи дипломатичної служби (англ. — School of Foreign Service, SFS) Джоржтаунського університету у Вашингтоні.

## Життєпис
Народилася 11 листопада 1958 року в Канаді. У віці трьох років переїхала з сім'єю до США. Виросла в штаті Коннектикут, у 1976 закінчила школу Kent School, в якій її батько викладав французьку та російську мови, а мати — німецьку. Закінчила Принстонський університет і Пушкінський інститут (1980). Здобула ступінь магістра в Національному військовому коледжі (2001).
Після закінчення університету працювала в Нью-Йорку у рекламному бізнесі.
З 1986 року — на дипломатичній службі США. Працювала в дипломатичних представництвах США в Могадішо (Сомалі), Лондоні (Велика Британія), Москві (Росія) і Оттаві (Канада).
У травні 1998 року була призначена заступником директора відділу у справах Росії Державного департаменту США.
З серпня 2001 року по червень 2004 року працювала заступником американського посла та була тимчасовим повіреним в Україні. У 2002 році підняла питання про порушення Києвом санкцій проти Іраку у зв'язку з нібито продажем Саддаму Хусейну партії радіолокаційних систем «Кольчуга». Йованович стверджувала, що крім плівок Мельниченка у США нібито були й інші докази цієї угоди. Ці звинувачення призвели до значного погіршення українсько-американських відносин.
Після України деякий час займала посаду старшого радника заступника державного секретаря США з політичних питань, після чого у 2005 році відбула послом у Киргизстан. У 2008 році Йованович перевели на посаду посла США у Вірменії, де вона пробула до літа 2011 року.
У 2012—2013 — старший заступник помічника держсекретаря США у відділі Європи та Євразії.

## Робота як посла США в Україні
З серпня 2016 по травень 2019 рр. — Надзвичайний і Повноважний Посол США в Україні.
23 серпня 2016 року — вручила копії вірчих грамот заступнику Міністра закордонних справ України Вадиму Пристайку. 29 серпня 2016 року вручила вірчі грамоти президенту України Петру Порошенку.
Йованович була відкликана і повернулася до Вашингтона 25 квітня 2019 року, але про це публічно стало відомо лише 7 травня з повідомлення видання Foreign Policy, а формальною датою звільнення з посади Посла є 20 травня.
14 травня, коментуючи відкликання посла Йованович з Києва, особистий юрист Трампа Руді Джуліані в інтерв'ю українському журналісту Дмитру Анопченку звинуватив дипломатку в тому, що вона надавала українській владі недостовірну інформацію.
|  | "… Частиною проблеми, яку створили для нас тут, в США, була посол (Марі Йованович — ред.), Яку зараз усунули. І вона була частиною всіх цих зусиль проти президента Трампа. Приблизно рік тому один з конгресменів розповів, що вона запевняє українських чиновників — мовляв, президента Трампа чекає імпічмент. І це — брехня. Президент визнаний повністю невинним. Ніяких зв'язків з російськими, ніяких доказів, що щось взагалі було. Ніяких доказів перешкоджання правосуддю. І зараз настав час розслідувати дії демократів — а яким чином вони все це створили? "І вона була, що називається, " по той бік ". Були випадки надання недостовірної інформації українській владі. Така протидія політиці президента Трампа! ", — заявив Джуліані. |

7 листопада 2019 року, виступаючи зі с відченнями в Палаті представників Конгресу США, заступник помічника державного секретаря США з європейських та євразійських справ Джордж Кент заявив, що репутацію Йованович руйнували «корумповані чиновники в Україні і приватні особи в США».
Наприкінці листопада 2019 року Президент США Донадьд Трамп в інтерв'ю телеканалові Fox News заявив, що Йованович щонайменше протягом року відмовлялась вішати його офіційний портрет у посольстві США в Києві. «Вона — не янгол. Ця посол, про яку говорять, що вона така чудова, не хотіла вішати мій портрет в посольстві. Вона не хотіла його вішати», — сказав Трамп, додавши, що йому не подобалось «багато із того, що вона робила». Юрист Йованович в коментарі CBS це спростовував.

## Звинувачення генпрокурора України Луценка щодо «списку недоторканих»
20 березня 2019 року в інтерв'ю The Hill.TV генеральний прокурор України Юрій Луценко повідомив, що під час першої зустрічі із Йованович після її призначення на посаду, дипломат передала йому перелік осіб, яких не можна переслідувати.
Після цього 26 березня у матеріалі видання за авторством журналіста Джона Соломона було повідомлено, хто начебто входив до цього списку. У статті згадується засновник Центра протидії корупції і двоє народних депутатів, які підтримували активістів та антикорупційні реформи, але не наводиться прізвищ.
Посольство США в Україні спростувало цю заяву Луценка, спростування також розповсюдив Державний департамент США.
17 квітня 2019 Луценко пояснив свої заяви в інтерв'ю, пояснивши, що фактичного «списку недоторканих» йому не передавали, але переконував, що розмова із Йованович все ж була.
15 листопада 2019 року на слухання в Конгресі США у відповідь на запитання конгресменів щодо цього конфлікту Йованович ще раз заявила, що не надавала колишньому українському генпрокурору Юрію Луценко вказівок щодо людей, яких не варто переслідувати.

## Роль в імпічменті президента Трампа
11 жовтня 2019 року дала перші свідчення у закритому режимі в Палаті представників Конгресу США. Стенограма опублікована 4 листопада. У свідченнях Йованович, зокрема, заявила, що «її передчасно відкликали з посади в Києві у травні», що «вона стала жертвою кампанії з метою заплямувати її, яку вели соратники Трампа». Також сказала, що знала про зацікавленість особистого юриста Трампа Руді Джуліані у тому, щоб розслідувати дії в Україні Джо Байдена й енергетичної компанії «Бурісма» «з тим, щоб знайти дані, які можуть потенційно зашкодити президентській кампанії».
15 листопада 2019 року дала другі свідчення у Конгресі — вже у відкритому режимі. Того ж дня президент США Дональд Трамп опублікував у своєму твітері повідомлення із критикою Йованович.
|  | «Всюди, куди приходила Марі Йованович, ситуація погіршувалася. Вона розпочала у Сомалі, і як це пішло? Далі швидко направилася до України, де новий президент негативно висловився про неї у моїй другій телефонній розмові з ним. Абсолютне право президента США призначати послів», — написав Трамп у твітері. |

Йованович назвала це «залякуванням».
16 грудня 2019 року особистий адвокат президента США Дональда Трампа Руді Джуліані за підсумками своєї поїздки до Києва опублікував повідомлення в Твіттері, в якому звинуватив Йованович у «навмисному перешкоджанні в отриманні американських віз українцями, що готові свідчити про змову противників Трампа із українською владою», та у тому, що дипломат «двічі дала брехливі свідчення, коли відповідала на питання конгресменів під час слухань в рамках процедури імпічменту Трампа».